# Coppia conica

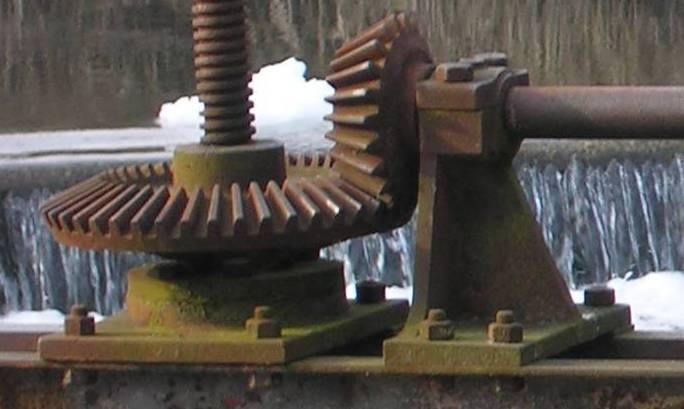
Coppia conica in una diga

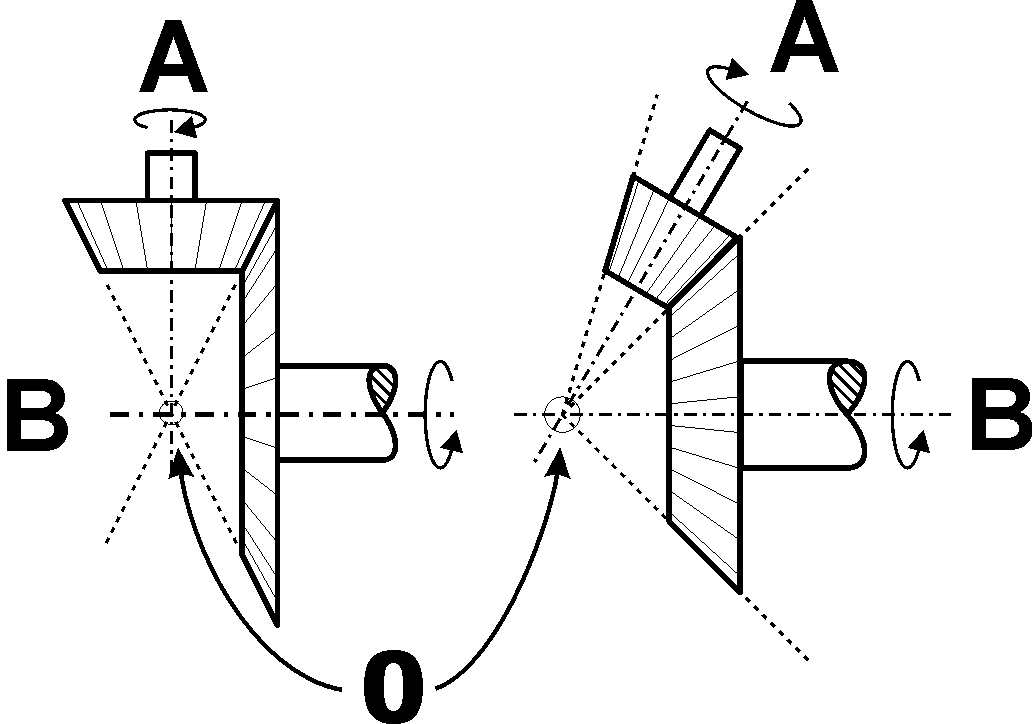
Indipendentemente dall'angolo, le creste dell'ingranaggio devono tutte convergere in un punto ideale (il punto 0)

Coppia conica è una coppia di particolari ingranaggi, dove la corona dentata di entrambe le ruote è conformata con le creste dei denti che giacciono sulla superficie di un cono ideale. In questo modo, due ingranaggi possono essere affiancati con un certo angolo tra gli assi, e se l'inclinazione dei denti di ciascuna ruota conica fosse di 45°, l'angolo tra gli assi sarà di 90°. Questo esatto sistema è usato spesso per esempio tra planetari e satelliti nel differenziale delle automobili e ovviamente nella coppia conica di trasmissione, tipica dell'asse posteriore di trazione.

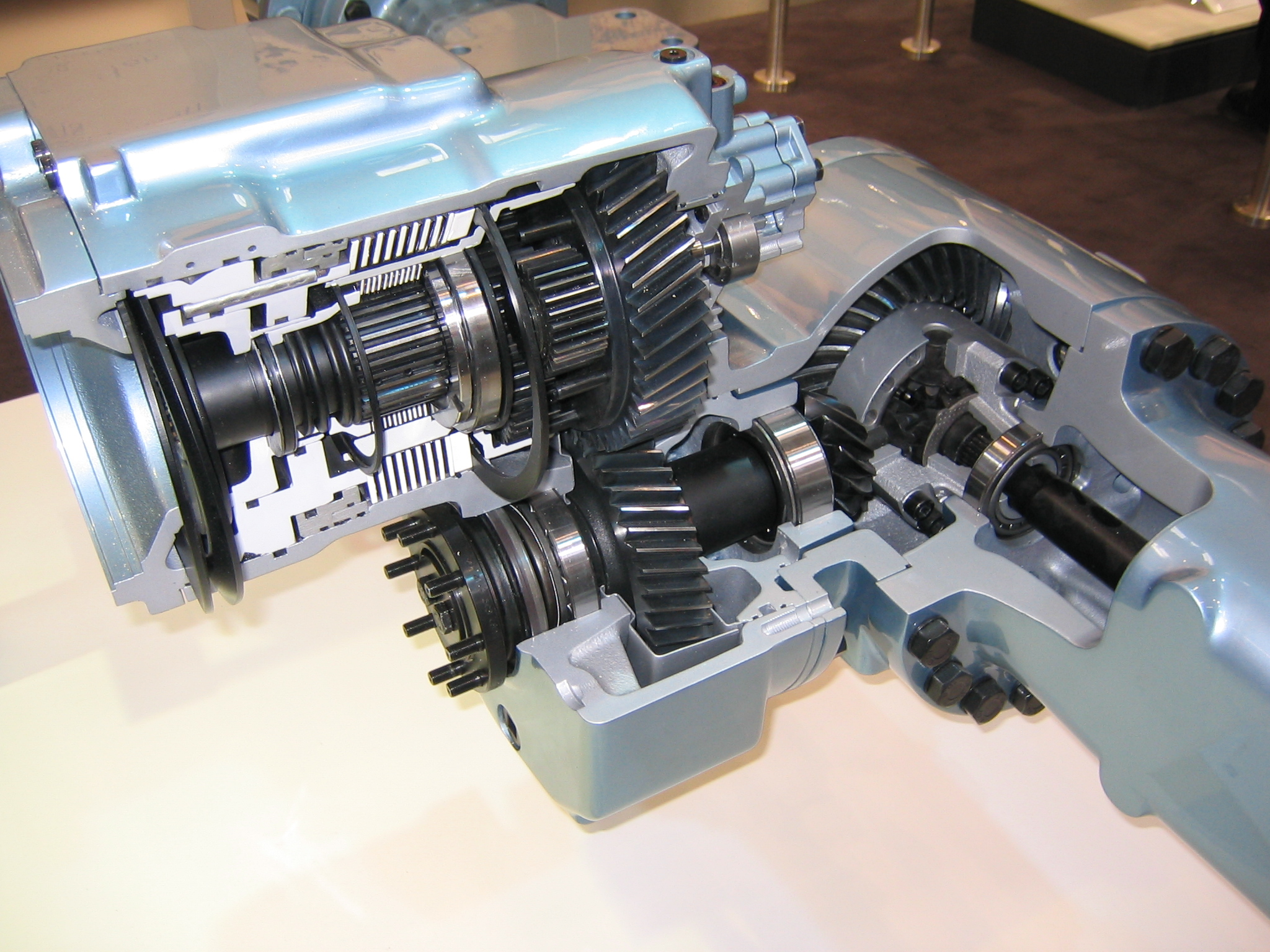
Differenziale con coppia conica ipoide

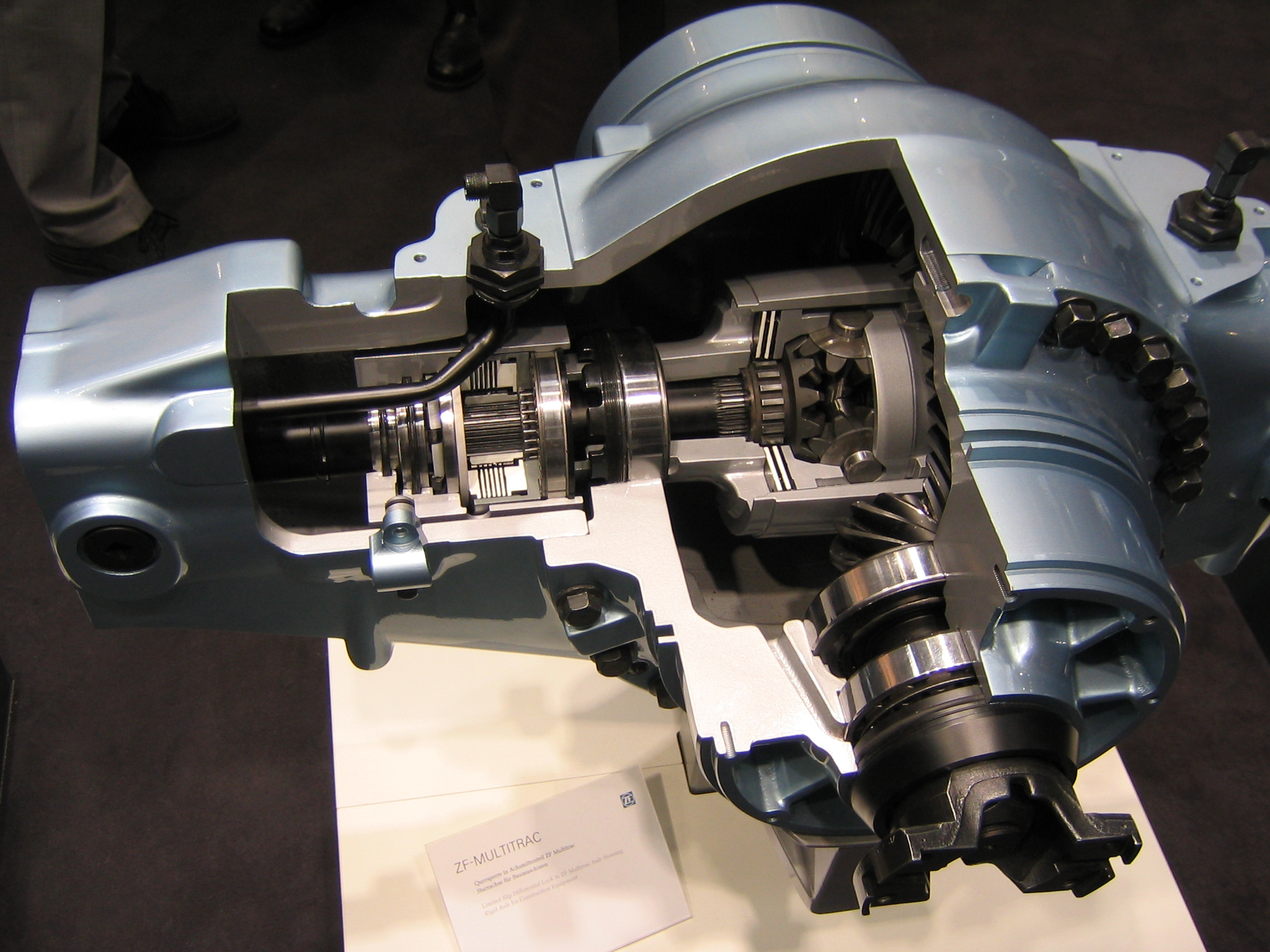
Differenziale, visibile chiaramente la coppia conica

Un'altra variante, la coppia conica ipoide, è formata da una corona e un pignone (con denti a spirale) i cui assi non giacciono sullo stesso piano.
Per questo motivo l'angolo medio della spirale della corona è molto inferiore a quello del pignone. Tale coppia conica è stata introdotta nel campo dell'autotrazione per molti pregi: è più silenziosa, trasmette più momento meccanico avendo più ricoprimento tra i denti di entrambi i membri, permette di ridurre l'altezza del tunnel dove corre l'albero di trasmissione del moto dal motore anteriore al ponte posteriore aumentando l'abitabilità dell'auto, aumentando nel contempo la luce tra il terreno e la scatola del differenziale.